# Vorarlberger Elektromuseum

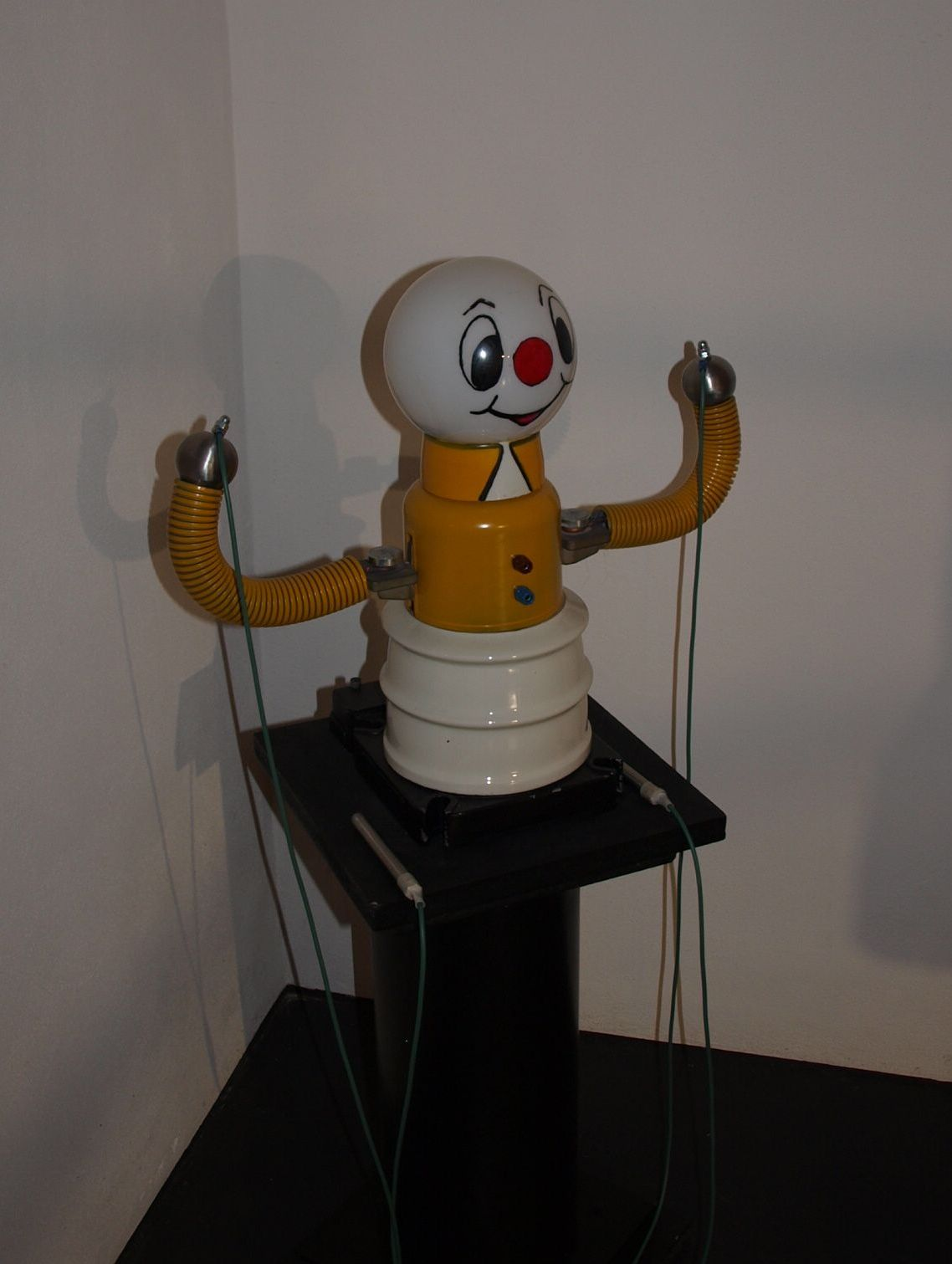
Probiermännchen zur Messung des Körperwiderstandes im Eigenversuch im Elektromuseum

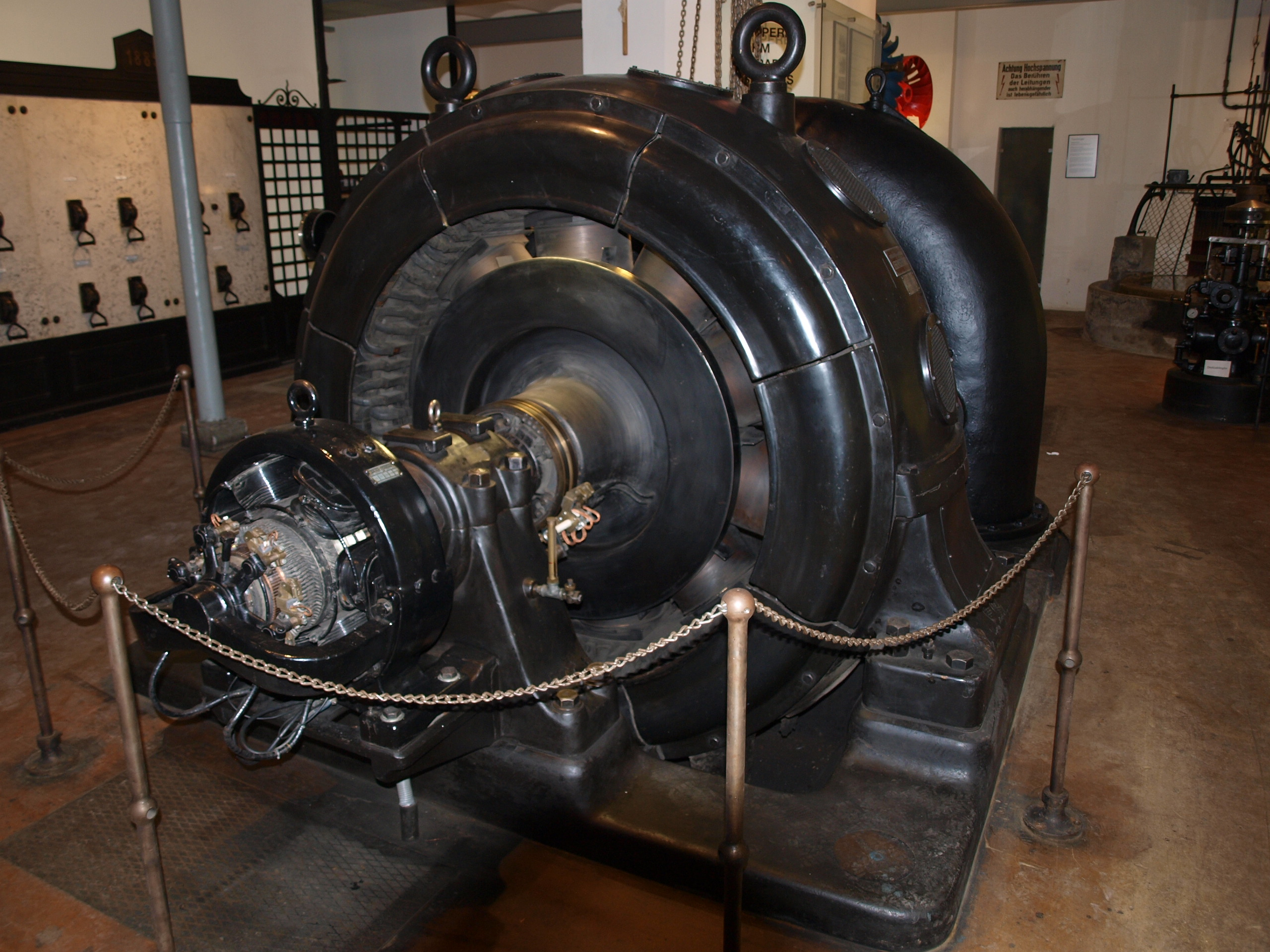
Francis-Turbine mit Generator. 600/min bei 26 m Fallhöhe und einem Durchfluss von 1600 l/s Generatorleistung 320 kW bei 3 × 500 V Wechselspannung. Erregermaschine 4,8 kW.

Das Vorarlberger Elektromuseum in der Vorarlberger Museumswelt der Marktgemeinde Frastanz ist auf rund 600 m² Ausstellungsfläche im ehemaligen Betriebsgebäude der Textilwerke Ganahl untergebracht. Es ist in einer räumlichen Zusammenfassung mit mehreren Museen situiert.
Das Museum wurde 1998 eröffnet. Es besteht im Wesentlichen aus dem ehemaligen und restaurierten Kraftwerk der Textilwerke Ganahl und Ausstellungsräumen, in welchen elektrische Betriebsmittel inklusive historischer Haushaltsgeräte, Beleuchtungsmittel und Kommunikationsgeräte gezeigt werden sowie Vorführ- und Experimentierecken.

## Trägerverein
Das Vorarlberger Elektromuseum wird von ehrenamtlichen Helfern im Rahmen des Museumsverein E-Werke Frastanz getragen und betreut. Aufgaben des Vereines sind vorrangig die Restaurierung und der Erhalt des alten, um die Jahrhundertwende erbauten, Wasserkraftwerkes im Areal der ehemaligen Textilwerke Ganahl, die Dokumentation und die Erforschung der elektrotechnischen Geschichte Vorarlbergs sowie das Sammeln von Gegenständen rund um die Elektro- und Kommunikationstechnik.
Der Tätigkeitsbereich ist vorrangig auf Vorarlberg konzentriert.
Obmann des Vereines ist Manfred Morscher.

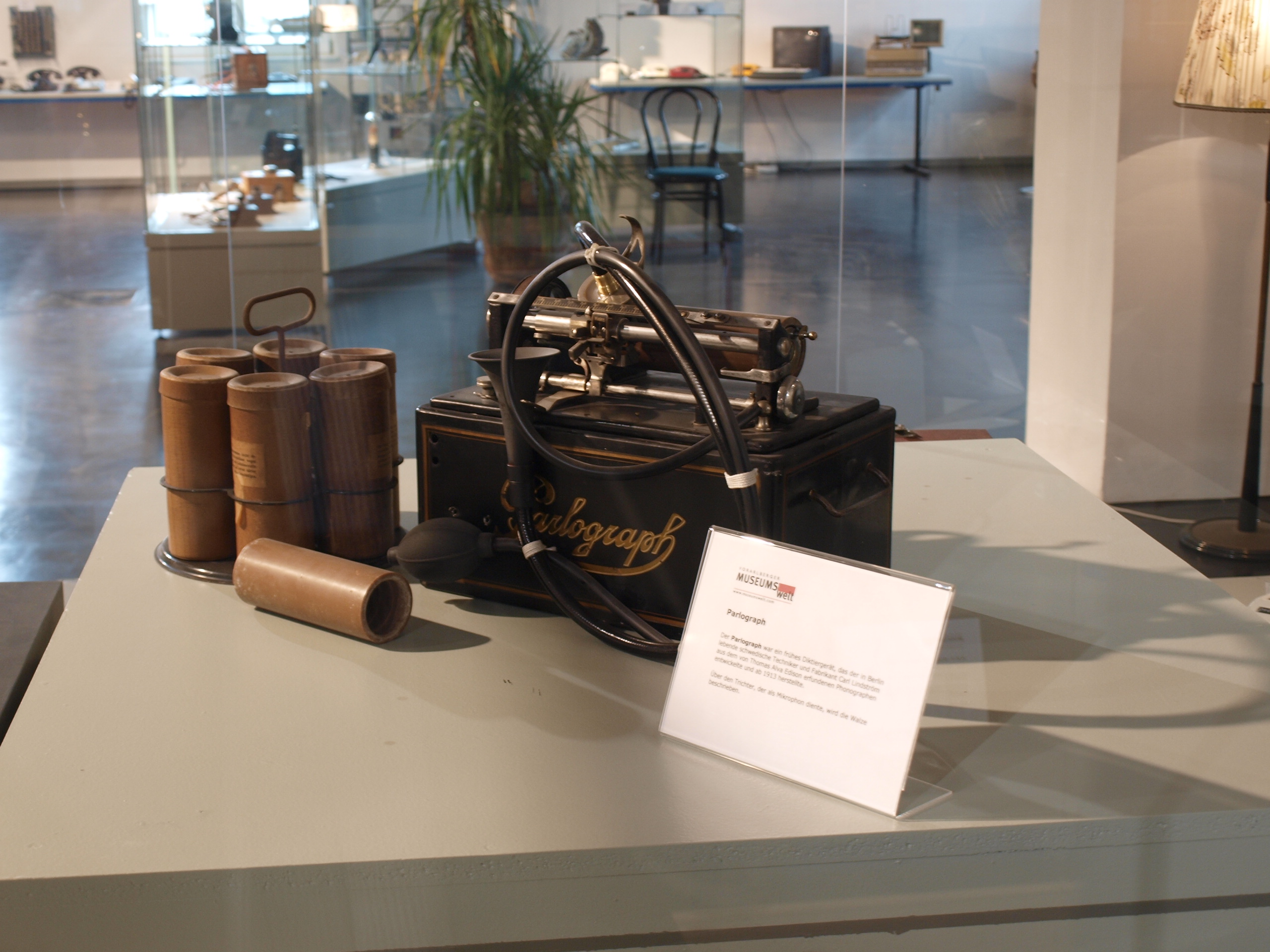
Parlograph (Sprechmaschine) mit Phonographenwalzen als Speichermedium.
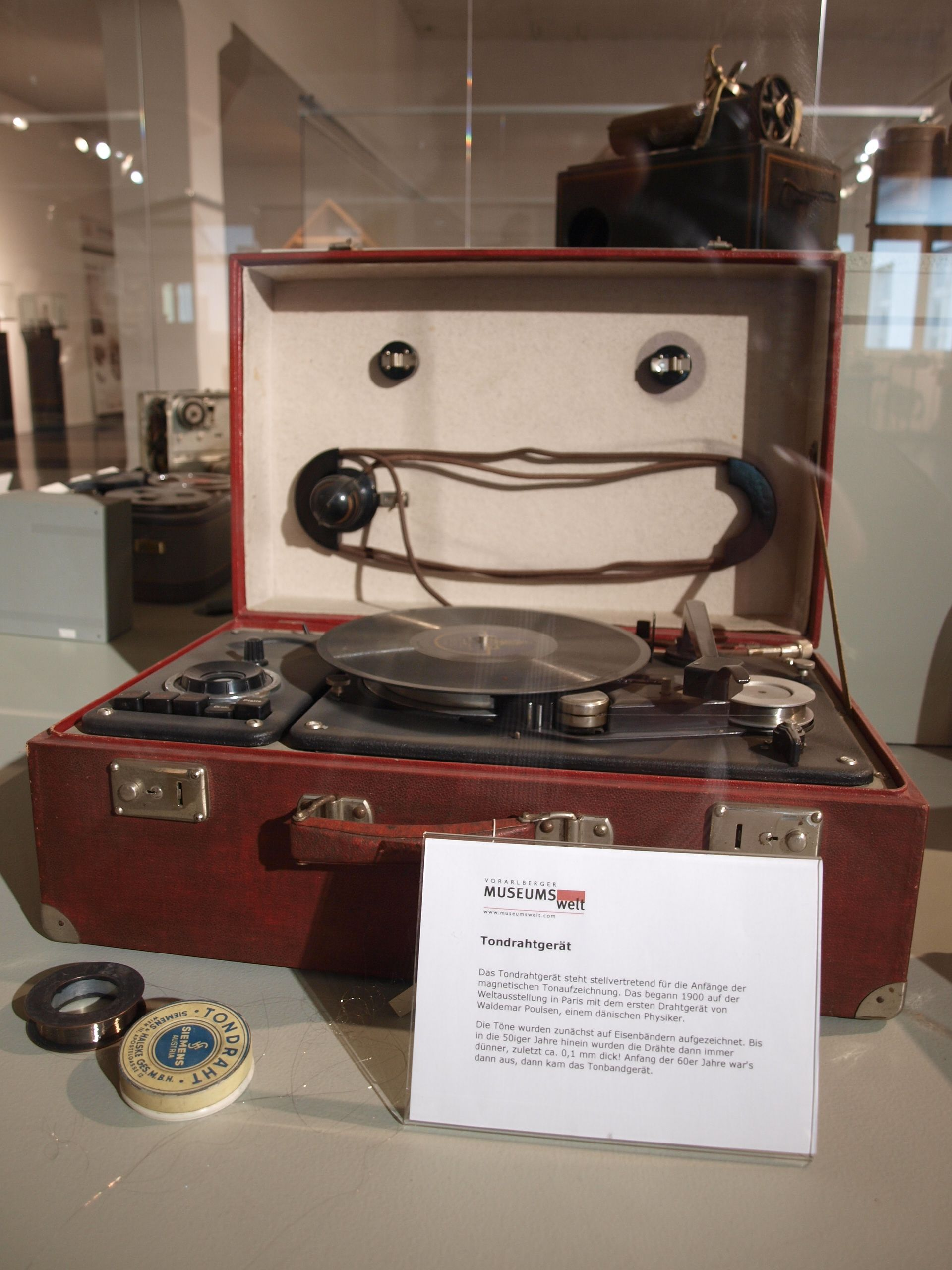
Kombiniertes Drahttongerät/Plattenspieler zum Abspielen von Audiosignalen (Ton).
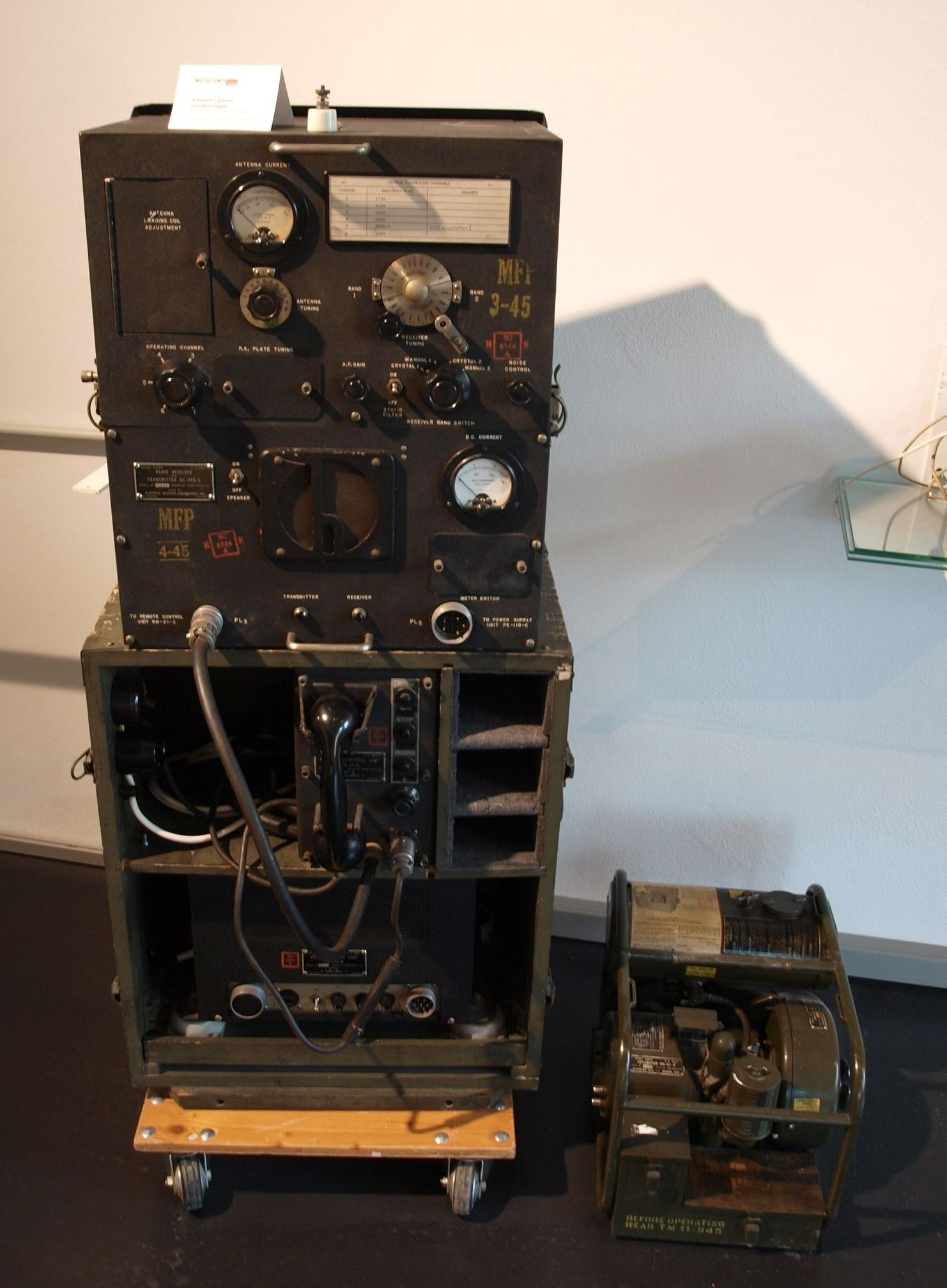
Notfall-Funkgerät einer Vorarlberger Gemeinde aus den 1940er Jahren aus Beständen der US-Armee. Rechts unten das Notstromaggregat.
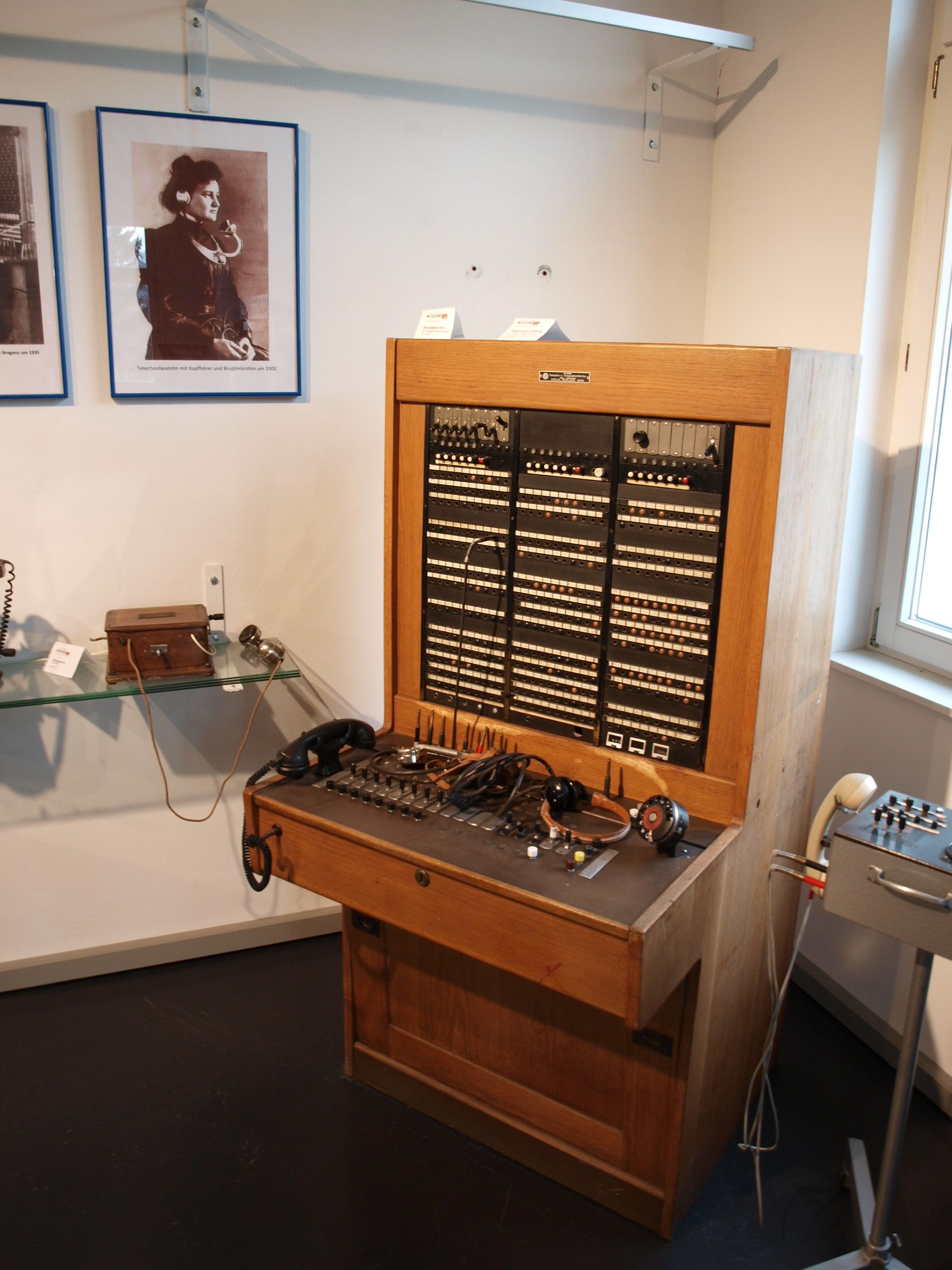
Telefon-Klappenschrank.
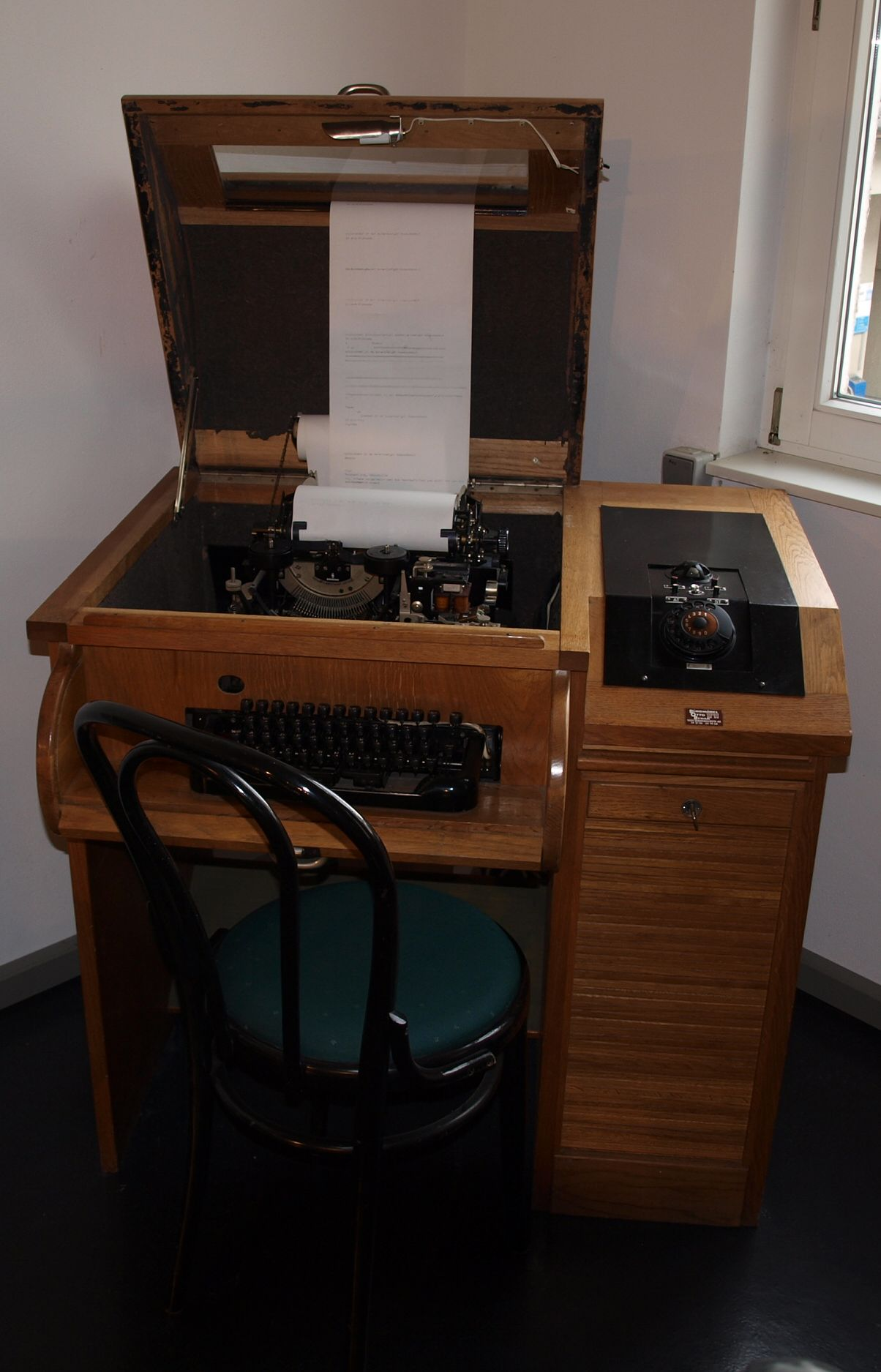
Funktionierender Fernschreiber.
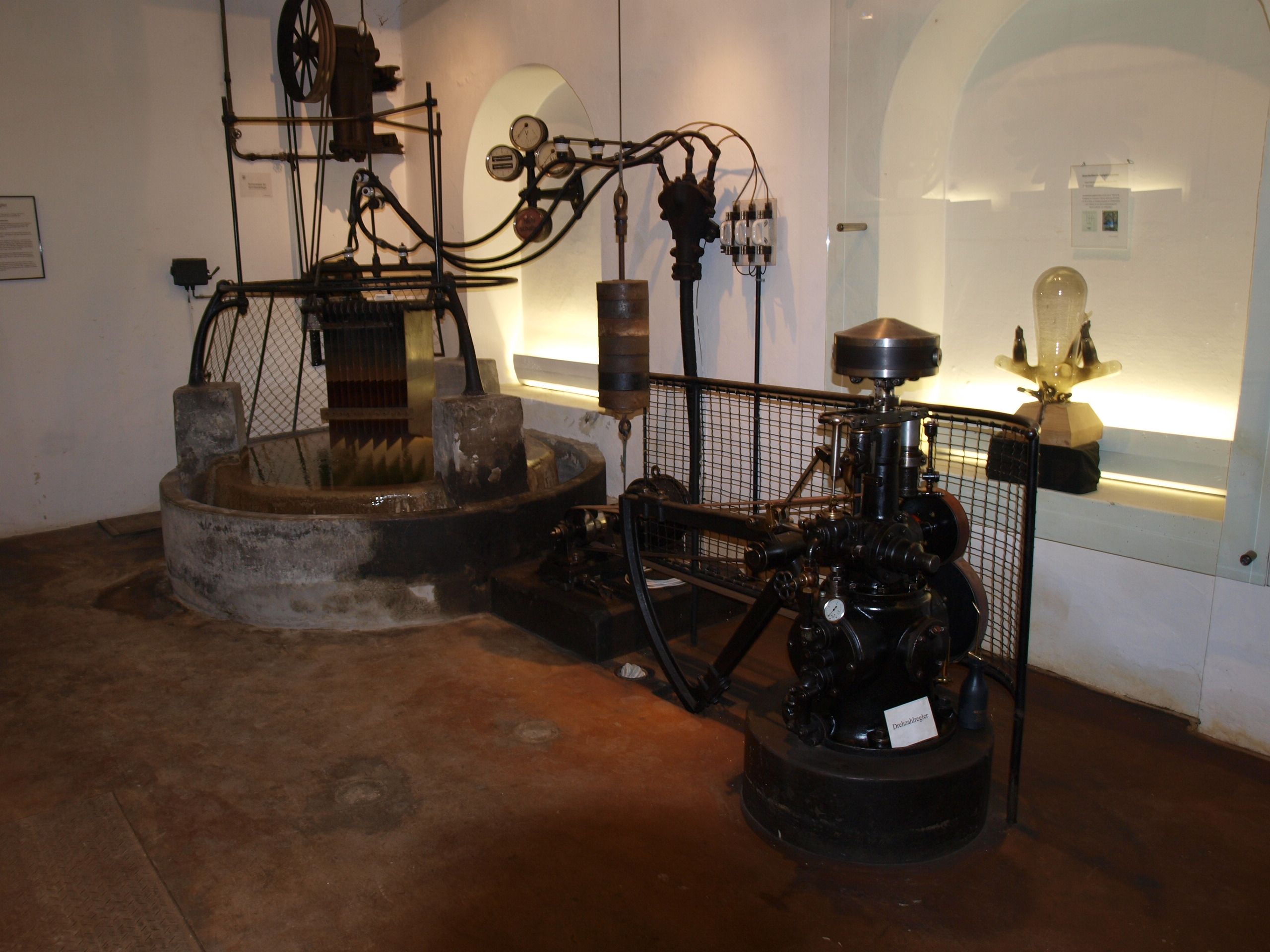
Ersatzlast über Widerstände und zur Kühlung ein Wasser-Tauchbad.